# Беллами, Мэдж
Мэдж Беллами (англ. Madge Bellamy; 30 июня 1899 — 24 января 1990) — американская актриса, звезда немого кино 1920-х годов.

## Карьера
Настоящее имя — Маргарет Дерден Филпотт (англ. Margaret Derden Filpott). Родилась в Техасе, в 17 лет переехала в Нью-Йорк, где работала танцовщицей в бродвейских театрах. Дебютировала в немом кино в 1920 году и быстро стала знаменитой актрисой. Самые известные фильмы с её участием — «Любовь никогда не умирает» (1921), «Железный конь» (1924). С приходом в кино звука Мэдж Беллами потеряла былую популярность, так как оказалось, что у неё очень писклявый детский голос. Однако в 1932 году она сыграла главную женскую роль в фильме ужасов «Белый зомби», который пользовался большой популярностью.
За свой вклад в развитие киноиндустрии Мэдж получила Звезду на Аллее славы в Голливуде. Её номер — 6517.

## Скандал
В 1943 году её имя попало на первые полосы американских газет, но не в связи с успехами в кино. Полиция арестовала Мэдж Беллами после того, как она три раза выстрелила из пистолета в своего возлюбленного, миллионера Стенфорда Мерфи, который объявил ей, что собирается жениться на другой. Мерфи остался жив, прибывшим полицейским Мэдж объяснила, что хотела только напугать его, выстрелы были случайными. В тюрьме Мэдж Беллами провела всего пять дней, после чего её выпустили под залог. Однако после такого скандала дорога в кино была закрыта. С большим трудом ей удалось один раз сняться в небольшой роли в фильме «Северо-западная тропа» (1945).

## Жизнь после кино
Мэдж Беллами осталась жить в Калифорнии и устроилась работать продавщицей в магазине. В свободное от работы время она пыталась писать романы, но издательства не публиковали их. Тогда она стала писать мемуары, но и их никто не хотел публиковать. Десятилетиями она жила в бедности, с трудом сводя концы с концами. Когда в 1980-е годы в Калифорнии случился бум недвижимости, она продала свой дом и получила так много денег, сколько ей не платили даже в дни её славы.
Умерла в январе 1990 года от сердечного приступа. Книга её мемуаров вышла через несколько месяцев после её смерти.